# UTC+14:00

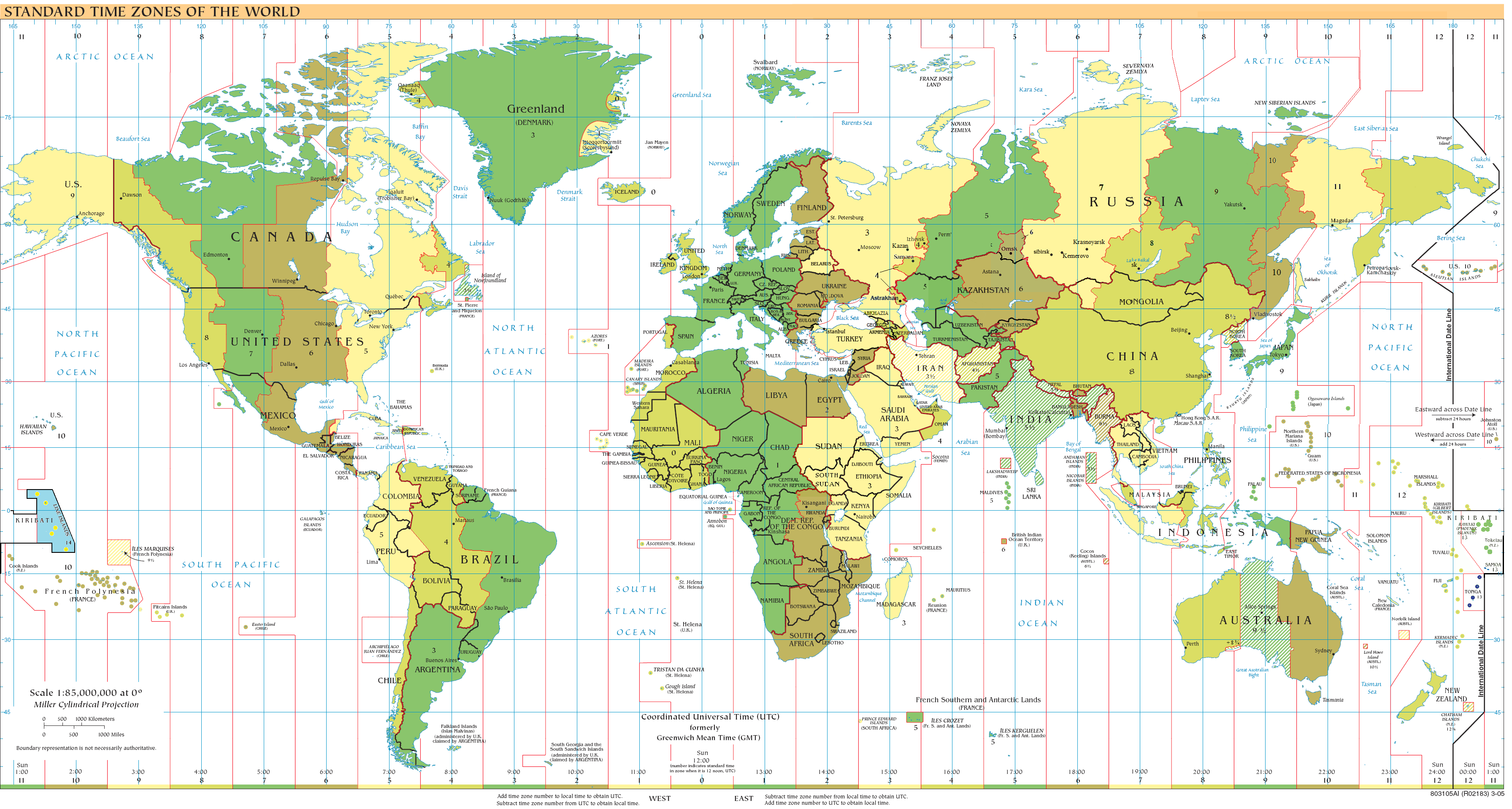
UTC+14:00

UTC+14:00 (M+ – Montana+) – strefa czasowa, odpowiadająca czasowi słonecznemu południka 150°W.
Strefa czasowa UTC+14:00 wyprzedza strefę UTC-10:00, która obowiązuje na zbliżonej długości geograficznej o 24 godziny. Jest to strefa skrajna; w niej jako pierwszej dokonuje się zmiana daty. Od sąsiadującej strefy UTC-12:00 dzieli ją 26 godzin, jest to największa różnica czasowa na Ziemi.

## Strefa całoroczna
Australia i Oceania:
- Kiribati (Line Islands)
- Tokelau

## Czas letni na półkuli południowej
Australia i Oceania:
- Samoa